# Marie d'Agoult
Marie Catherine Sophie, Comtesse d'Agoult, geboren Flavigny (Frankfurt am Main, 31 december 1805 – Parijs, 5 maart 1876), was een Frans schrijfster van Duitse herkomst, vaak schrijvend onder het pseudoniem Daniel Stern.

## Leven
Marie was de dochter van een Franse graaf die getrouwd was met een Duitse bankiersdochter. Ze groeide op in Duitsland maar kreeg haar opleiding in een Frans klooster. Op 21-jarige leeftijd werd ze uitgehuwelijkt aan Charles Louis Constant Comte d'Agoult (1790–1875), met wie ze twee dochters kreeg: Louise (1828–1834) en Claire (1830–1912). Het huwelijk was niet gelukkig en in 1835 werd een scheiding uitgesproken.
Van 1835 tot 1839 leefde Marie d'Agoult samen met de vijf jaar jongere pianist en componist Franz Liszt, die toen een snel rijzende ster was. Samen kregen ze drie kinderen: Blandine (1835–1862, later gehuwd met eerste minister Émile Ollivier), Cosima (1837–1930, later gehuwd met Hans von Bülow en vervolgens Richard Wagner) en Daniel (1839–1859, een veelbelovend pianist, jonggestorven aan tuberculose). Marie was ook nauw bevriend met Frédéric Chopin, die zijn Etuden Op. 25 aan haar opdroeg.
Als schrijfster verwierf Marie d'Agoult faam met haar tussen 1841 en 1845 gepubliceerde verhalen Hervé, Julien, Valentia en Nélida, en het onder het pseudoniem Daniël Stern gepubliceerde driedelige werk Histoire de la Révolution de 1848 (1850-1853). Andere werken zijn Esquisses morales et politiques (1849, artikelen), Trois journées de la vie de Marie Stuart (1856), Florence et Turin (1862), Histoire des commencements de la république aux Pays-Bas (1872) en Mes souvenirs (1877, postuum).
Marie d'Agoult werd vele malen geportretteerd gedurende haar leven, onder meer door Charles Dupêchez, Théodore Chassériau en Henri Lehmann. Ze overleed in 1876, op 70-jarige leeftijd, en werd begraven op de Cimetière du Père-Lachaise.

## Verfilmingen
Het bewogen leven van Marie d'Agoult (met name haar relatie met Franz Liszt) werd meerdere malen verfilmd:
- Song Without End (1960), Geneviève Page als Marie en Dirk Bogarde als Liszt.
- Lisztomania (1975), door Ken Russell, met Fiona Lewis als Marie en Roger Daltrey als Liszt.
- Impromptu (1991), door James Lapine, met Bernadette Peters als Marie Julian Sands als Liszt en Hugh Grant als Chopin.